# Tiéfora (departamento)
Tiéfora é um departamento ou comuna da província de Comoé no Burkina Faso. A sua capital é a cidade de Tiéfora.
Em 1 de julho de 2018 tinha uma população estimada em 66695 habitantes.